# Tart-le-Bas
Tart-le-Bas település Franciaországban, Côte-d’Or megyében. Lakosainak száma 243 fő (2022. január 1.). Tart-le-Bas Varanges, Genlis, Pluvet, Tart és Longeault-Pluvault községekkel határos.

## Népesség
A település népessége az elmúlt években az alábbi módon változott:
| Lakosok száma | 157  | 205  | 211  | 218  | 221  | 236  | 248  | 255  | 251  | 243  |
|               | 1968 | 1982 | 1990 | 2006 | 2013 | 2015 | 2017 | 2019 | 2020 | 2022 |